# Pontella meadi
Pontella meadi är en kräftdjursart som beskrevs av Wheeler 1900. Pontella meadi ingår i släktet Pontella och familjen Pontellidae. Inga underarter finns listade i Catalogue of Life.